# Wilhelm Hexamer
Wilhelm Ferdinand Nicolaus Ludwig Hexamer (* 11. November 1825 in Koblenz; † 25. April 1870 in Hoboken, New Jersey) war ein Revolutionär während der Märzrevolution von 1848/1849 und Batteriechef während des Amerikanischen Bürgerkrieges.

## Leben
Hexamer studierte von 1842 bis 1844 Mineralogie in Heidelberg, wo er und sein Bruder Adolf 1842 Mitglied der Burschenschaft Neckarbund und des Volksvereins wurden. Später setzte Wilhelm Hexamer seine Ausbildung am Polytechnikum in Karlsruhe fort.
Er nahm am badischen Aufstand unter Franz Sigel teil und organisierte die Volkswehr. Dafür wurde er wegen Hochverrats und Aufruhr angeklagt; 1849 floh er über die Schweiz nach London und weiter in die Vereinigten Staaten. Er ließ sich in Hoboken, New Jersey als Ingenieur nieder und wurde dort in das Stadtparlament gewählt.
Nach Beginn des Bürgerkrieges stellte Hexamer eine Artilleriebatterie auf, die nur aus Deutschen bestand. Die Einheit zeichnete sich besonders in der Schlacht am Antietam aus, als sie einen Angriff der Konföderierten unter großen Verlusten abwehrte. Ein Gedenkstein auf dem Schlachtfeld von Antietam erinnert an Hexamer's Battery.
Hexamer war mit Anna Peter, einer Tochter des badischen Politikers Franz Josef Peter, verheiratet. Hexamers früher Tod am 25. April 1870 wurde durch Kriegsfolgen herbeigeführt.